# Corcovado (djur)
Corcovado är ett släkte av skalbaggar. Corcovado ingår i familjen långhorningar.
Kladogram enligt Catalogue of Life:
| Corcovado | \| \| Corcovado bezarki \| \| \| \| \| \| Corcovado peruviense \| \| \| \| \| \| Corcovado ruber \| \| \| \| |
|           | \| \| Corcovado bezarki \| \| \| \| \| \| Corcovado peruviense \| \| \| \| \| \| Corcovado ruber \| \| \| \| |
|           | Corcovado bezarki                                                                                            |
|           | |
|           | Corcovado peruviense                                                                                         |
|           | |
|           | Corcovado ruber                                                                                              |
|           | |